# کنتارو هایاشی
کنتارو هایاشی (به انگلیسی: Kentaro Hayashi) بازیکن فوتبال اهل ژاپن و عضو تیم ملی فوتبال ژاپن است که در تاریخ ۰۶ اوت ۱۹۹۵ میلادی اولین بازی ملی‌اش را انجام داد. او در ۲ بازی ملی حضور داشت و آخرین بازی ملی خود را در تاریخ ۹ اوت ۱۹۹۵ میلادی انجام داد. کنتارو هایاشی در بازی‌های ملی‌اش
گلی به ثمر نرساند.